# Shaghap
Šaghap o Shaghap (in armeno Շաղափ?, fino al 1968 Shaghaplu) è un comune dell'Armenia di 1 024 abitanti (2008) della provincia di Ararat.